# Lee Eun-sil
Lee Eun-sil, född 25 december 1976, är en sydkoreansk bordtennisspelare som tog OS-silver i damdubbel i Peking år 2004 tillsammans med Seok Eun-mi.